# Kościół św. Maksymiliana Kolbego w Toruniu
Kościół św. Maksymiliana Kolbego w Toruniu – świątynia katolicka w jurysdykcji parafii św. Maksymiliana Kolbego w Toruniu, znajdująca się przy ul. Stefana Wyszyńskiego 7/9. Kościół zaprojektował Zdzisław Klemp.

## Historia
Budowa obiektów sakralnych nie została uwzględniona podczas projektowania osiedla mieszkaniowego Na Skarpie. Mieszkańcy modlili się w pobliskich kościołach Chrystusa Króla i Podwyższenia Krzyża Świętego. W 1979 roku ks. Andrzej Klemp, proboszcz parafii Podwyższenia Krzyża Świętego, rozpoczął przygotowania do budowy kościoła na Skarpie. W 1980 roku wyznaczono grunt pod budowę. W wyniku uzyskania zgody na budowę tylko jednego kościoła na obszarze całego osiedla Na Skarpie, zaprojektowano bardzo duży budynek. W 1982 roku rozpoczęto prace budowlane i wmurowano kamień węgielny, przywieziony przez ks. Klempa z katakumb św. Kaliksta w Rzymie. Zakończenie prac budowlanych przy wznoszeniu świątyni wraz z jej poświęceniem nastąpiło 12 października 1989 roku. 13 października 2002 roku biskup toruński Andrzej Suski dokonał jej konsekracji.

## Architektura
Jest to największy kościół w Toruniu. Kościół założono na planie prostokąta, zwężającego się trzema uskokami ku prostokątnemu prezbiterium po stronie wschodniej. Masywną bryłę przykryto niewidocznym z ulicy płaskim i dwuspadowym dachem. Świątynia składa się z dwóch kondygnacji. Dolna jest wykorzystywana celom wspólnotowym, mieści się tam zakrystia, kaplica, salka katechetyczna, pomieszczenia gospodarcze i sanitarne. Łączna powierzchnia obu kondygnacji wynosi 3570 m². Kubatura (z uwzględniłem wieży) wynosi 39 097 m³. Czworoboczną i masywną wieżę umieszczono po zachodniej stronie kościoła. Wieża jest dwukrotnie wyższa od korpusu nawowego. Masywna i surowa bryła nie jest zdominowana przez okoliczne bloki mieszkalne. Sam projekt kościoła stanowi rodzaj manifestu architektonicznego, burzącego programową świeckość osiedli peerelowskich.